# Giulio Barbolani
Giulio Barbolani (circa 1585 – Livorno, 1641) è stato un ammiraglio italiano, ufficiale della flotta del Granduca di Toscana.

## Biografia

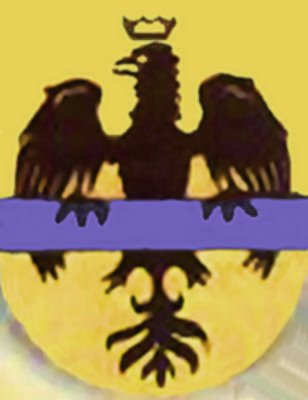
Stemma Barbolani

Figlio di Bartolomeo dei Conti di Montauto e di Isabella Appiani d'Aragona, dei Principi di Piombino, entrò nell'Ordine dei Cavalieri di Santo Stefano nel 1609.
Cosimo II, quarto Granduca di Toscana e Gran Maestro dell'Ordine di Santo Stefano, lo nomina XI Ammiraglio comandante la flotta stefaniana nel (1618).
Dal successo nei molti scontri con le navi turche, ottiene grande quantità di cannoni, navi e schiavi.
Partecipa all'impresa di Susa in Barberia, insieme alle galle pontificie, di Spagna, di Malta, di Napoli, di Sicilia, al comando del Principe Emanuele Filiberto di Savoia, ma forse per ritardi, forse perché i Turchi avevano scoperto il disegno, l'azione non ebbe successo.
L'Ammiraglio lascia il comando della flotta e ricopre l'incarico di Governatore di Livorno dal 1621 al 1623.
A Vienna per un periodo, per aver ben servito l'Imperatore Ferdianndo II, viene fatto Gentiluomo della Chiave d'Oro.
Alla morte dell'Ammiraglio e Generale Jacopo Inghirami, viene richiamato al comando della flotta stefaniana, quale XIV Ammiraglio ed accresciuto del titolo di Generale del Mare (comando tenuto per 9 anni).
Delle varie imprese di mare, si ricorda quella contro il corsaro Diam Mamet, che con il suo vascello da guerra, fu intercettato presso l'isola di San Pietro ed invece di fuggire, venne allo scontro diretto. All'abbordaggio morirono diversi soldati e due cavalieri animosi di gloria, ma con la vittoria, vennero fatti 140 schiavi e furono liberati 40 Cristiani.
In altro scontro, nelle acque di Barcellona, un vascello corsaro, già rincorso da una squadra siciliana, fu catturato e condotto in porto. Furono acquisiti 30 pezzi d'artiglieria, 100 schiavi e furono liberati settanta Cristiani. Il Re in persona, con la sua presenza nel porto, onorò l'impresa.
Lasciato nuovamente il comando della flotta (1632), il Granduca Ferdinando II lo nominò per la seconda volta (1635), Governatore di Livorno.